# Jean-Charles della Faille
Jean-Charles della Faille (ur. 1 marca 1597 w Antwerpii, zm. 4 listopada 1652 w Barcelonie) – belgijski matematyk.

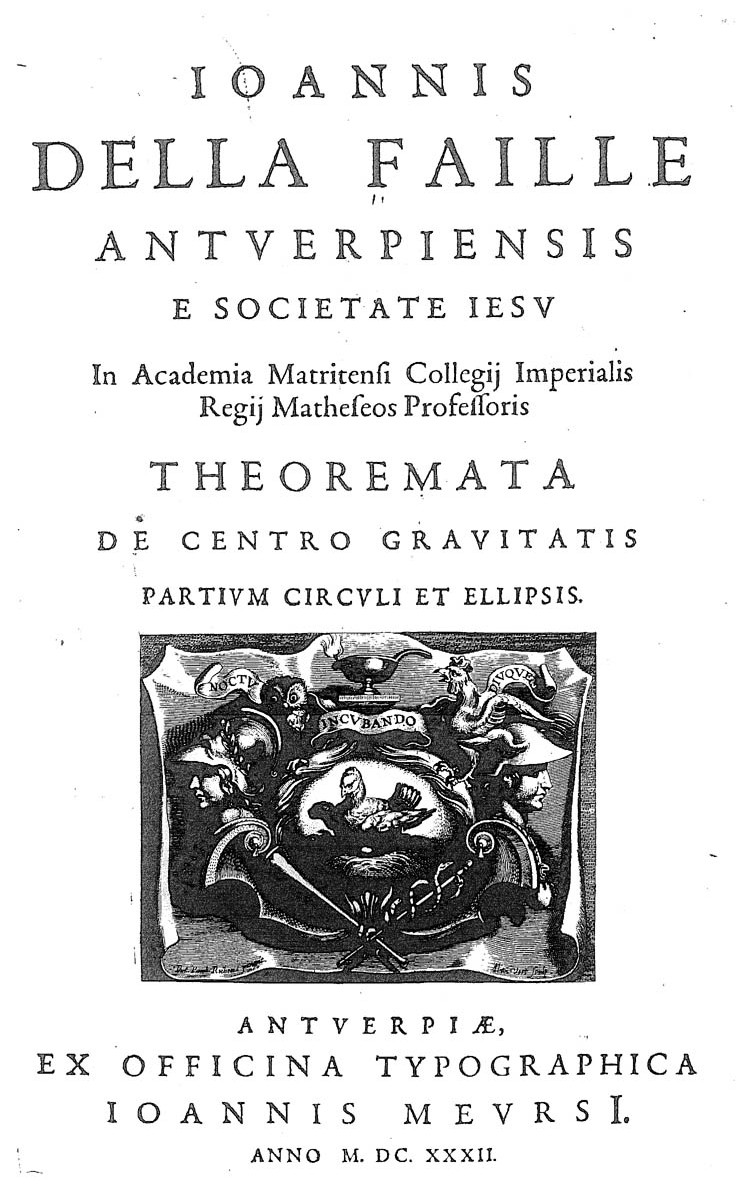
Theoremata de centro gravitatis partium circulis et ellipsis, 1632

## Życiorys
Urodził się w bogatej, arystokratycznej rodzinie antwerpskich kupców, blisko związanej z jezuitami. Jego ojciec, Jean-Charles, był  panem de Leverghem i posiadał na własność wiele ziem. Matka nazywała się Marie van de Wouwere i również była szlachcianką. O wczesnym życiu Jeana-Charlesa juniora nie wiadomo zbyt wiele. Edukację rozpoczął w swoim rodzinnym mieście, w kolegium jezuickim. W 1613 roku przeniósł się do Mechelen i tam zdecydował się wstąpić do jezuitów. Po pewnym czasie został wysłany z powrotem do Antwerpii, gdzie uczył się matematyki pod okiem Grégoire'a de Saint-Vincenta. W 1620 roku wyjechał do Francji, do Douai, gdzie podjął studia teologiczne i nauczał matematyki. W 1626 roku wrócił do Belgii i rozpoczął pracę jako nauczyciel matematyki w kolegium lowańskim, gdzie spędził dwa lata.
W 1629 roku opuścił Belgię i przeniósł się do Hiszpanii. Było to spowodowane otrzymaniem nominacji na wykładowcę Kolegium Cesarskiego w Madrycie. Nominację otrzymał od generała Muzio Vitelleschiego. W Hiszpanii nauczał matematyki, prowadził również wykłady poświęcone zagadnieniu fortyfikacji przeznaczone dla młodych arystokratów, którzy chcieli robić karierę w wojsku. Zawarł także znajomość z innym uczonym przebywającym na dworze hiszpańskim Michaelem van Langrenem, z którym później często korespondował, wymieniając się poglądami naukowymi. Cieszył się dużym zaufaniem dynastii Habsburgów. Był doradcą Filipa IV w zakresie obronności. W 1638 roku król nadał mu tytuł kosmografa Rady Indii. Della Faille odwdzięczył się, dedykując Filipowi jedną ze swoich najważniejszych prac. W 1640 roku Habsburgowie hiszpańscy utracili władzę nad Portugalią. Della Faille został wówczas oddelegowany do pomocy w budowie fortów na granicy hiszpańsko-portugalskiej, gdzie pomagał szóstemu księciu Alby. Dzięki niemu Hiszpanie uzyskali dostęp do znakomitych map Półwyspu Iberyjskiego, do tej pory dysponowali bowiem tylko przestarzałymi Abrahama Orteliusa.
W 1644 roku król mianował go nauczycielem swojego nieślubnego syna, Juana de Austria młodszego. Della Faille stał się jedną z najbardziej zaufanych osób Don Juana. Nie zajmował się tylko nauczaniem, był także doradcą i towarzyszył swemu podopiecznemu w ekspedycjach wojskowych w których ten brał udział. Dzięki znajomości z della Faillem Don Juan zainteresował się nauką i wielokrotnie wspierał finansowo uczonych. W 1647 roku de Austria po raz pierwszy stanął na czele wojsk. Jego ekspedycja miała na celu stłumienie powstania Neapolu. Della Faille towarzyszył mu w kampanii przeciwko buntownikom w Katalonii, która miała miejsce w 1651. Najważniejszym sukcesem wojsk hiszpańskich było zdobycie Barcelony w październiku 1651 roku. Della Faille zachorował w czasie walk i zmarł miesiąc później stolicy Katalonii.
Z powodu obowiązków względem rządzących, prac fortyfikacyjnych i ciągłych wojen della Faille miał mało czasu na realizację swoich zainteresowań związanych z matematyką. Kilkukrotnie narzekał na toczone przez Habsburgów wojny w prywatnej korespondencji, pisząc nie tylko o braku czasu na swoje badania ale także o zgubnym wpływie tych konfliktów na stan gospodarki i poziom życia ludności. Mimo tych przeciwności udało mu się opublikować kilka prac i rozszerzyć zastany stan wiedzy. Szczególnie interesował go problem kwadratury koła. W 1625 roku opublikował Thesae mechanicae. W 1632 roku napisał najważniejsze ze swoich dzieł: Theoremata de centro gravitatis partium circuli et ellipsis, w którym opisał udaną próbę znalezienia środka geometrycznego wycinka kołowego. Przed nim z problemem tym borykało się wielu matematyków. Na przykład w 1604 roku były jezuita Luca Valerio postulował konieczność rozwiązania tej kwestii w swoim dziele De centro gravitatis solidorum. Della Faille dokonał tego jako pierwszy uczony w historii. Jego praca spotkała się z entuzjastycznym przyjęciem, między innymi ze strony Christiaana Huygensa.